# Antiesclavagisme aux États-Unis

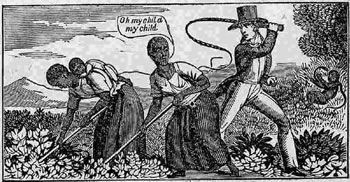
Gravure anti-esclavagiste, 1840

L’antiesclavagisme aux États-Unis est un courant de pensée opposé à l’esclavage sur le territoire américain. Il trouve ses racines à l’époque coloniale dans les protestations des quakers, bientôt suivis par d’autres groupes protestants, méthodistes ou baptistes qui continuent de jouer un rôle décisif dans la poursuite du mouvement après la déclaration d'indépendance.
Sous l’impulsion des idéaux de la révolution américaine qui se conjuguent à la crise de la culture du tabac, les idées abolitionnistes gagnent une portion importante de la population américaine, sans toutefois que la Constitution de 1787 se prononce explicitement sur la question de l’esclavage, laissant aux États toute latitude pour déterminer leur politique en la matière. Dans le Nord du pays, la mobilisation qui suit l’indépendance est couronnée de succès ; à compter de 1804, l’ensemble des États ont pris des mesures d’émancipation, progressives ou immédiates. L’esclavage reste seulement résiduel dans cette partie du pays. Dans le Sud où l’esclavage constitue un enjeu économique de plus en plus important à mesure que se développe la culture du coton, le mouvement abolitionniste est progressivement exclu de l’espace public.
Après une mise en sommeil, consécutive aux succès enregistrés dans le Nord, le mouvement connaît dans cette partie du pays une nouvelle impulsion à la faveur du second Grand réveil religieux et du développement des idées de réforme sociale. Dans les années 1830, le mouvement s’organise autour d’un réseau de sociétés abolitionnistes locales et nationales. L’American anti-slavery society, fondée en 1833, regroupe ainsi jusqu’à 1 350 groupes locaux et près de 250 000 membres. Son président, William Lloyd Garrison, compte parmi les personnalités les plus célèbres et les plus controversées d'un mouvement qui, loin d’être monolithique, est traversé de tendances qui s’opposent sur les moyens de la lutte (violence ou non violence, lutte politique ou moral persuasion, statut de la Constitution américaine…) et ses finalités (abolition immédiate ou émancipation graduelle, avec ou sans compensation pour les propriétaires).
La presse et l’organisation de conférences publiques constituent le principal vecteur de la propagande abolitionniste qui utilise le témoignage d’anciens esclaves mais aussi la fiction (La Case de l'oncle Tom) pour toucher un large public. Outre la propagation des idées abolitionnistes, les antiesclavagistes organisent un réseau d’aide aux esclaves fugitifs du Sud, le chemin de fer clandestin, et agissent au niveau juridique pour tenter d’infléchir la jurisprudence dans un sens plus libéral. En associant Blancs et Noirs, le courant antiesclavagiste marque l’entrée dans l’espace public des premières personnalités noires du pays (Frederick Douglass) mais également des femmes dont la participation active, au sein d’organisations mixtes ou spécifiquement féminines, prépare l’organisation du mouvement des droits des femmes (Convention de Seneca Falls).
En réponse à ce qui est de plus en plus vécu comme une attaque contre son identité et son ordre social, le Sud affine le discours de légitimation de l’esclavage et organise sa résistance au niveau politique. La question de l’esclavage devient une des questions centrales du débat public, menaçant l’unité du pays qui n’est préservée temporairement qu’aux prix de compromis concernant l’autorisation ou l’interdiction de l’esclavage dans les États qui intègrent l’Union.
L’abolitionnisme proprement politique s’incarne dans plusieurs partis, d’abord très minoritaires (Liberty Party et Parti du sol libre), avant de trouver dans le Parti républicain une organisation en mesure de parvenir au pouvoir. La tendance modérée, opposée avant tout à l’extension de l’esclavage dans le pays et non à sa suppression sur l’ensemble du territoire, est très largement majoritaire dans le parti et s’incarne dans le candidat victorieux à l’élection présidentielle de 1860, Abraham Lincoln. Pendant la guerre de Sécession qui suit son élection, les abolitionnistes militent pour permettre aux Noirs de combattre aux côtés des Blancs et de faire de l’abolition de l’esclavage un enjeu explicite du conflit. Cette revendication aboutit à la Proclamation d'émancipation de 1863 puis au XIIIe amendement de la Constitution qui abolit l’esclavage dans le pays.

## Avant l’indépendance: les précurseurs quakers

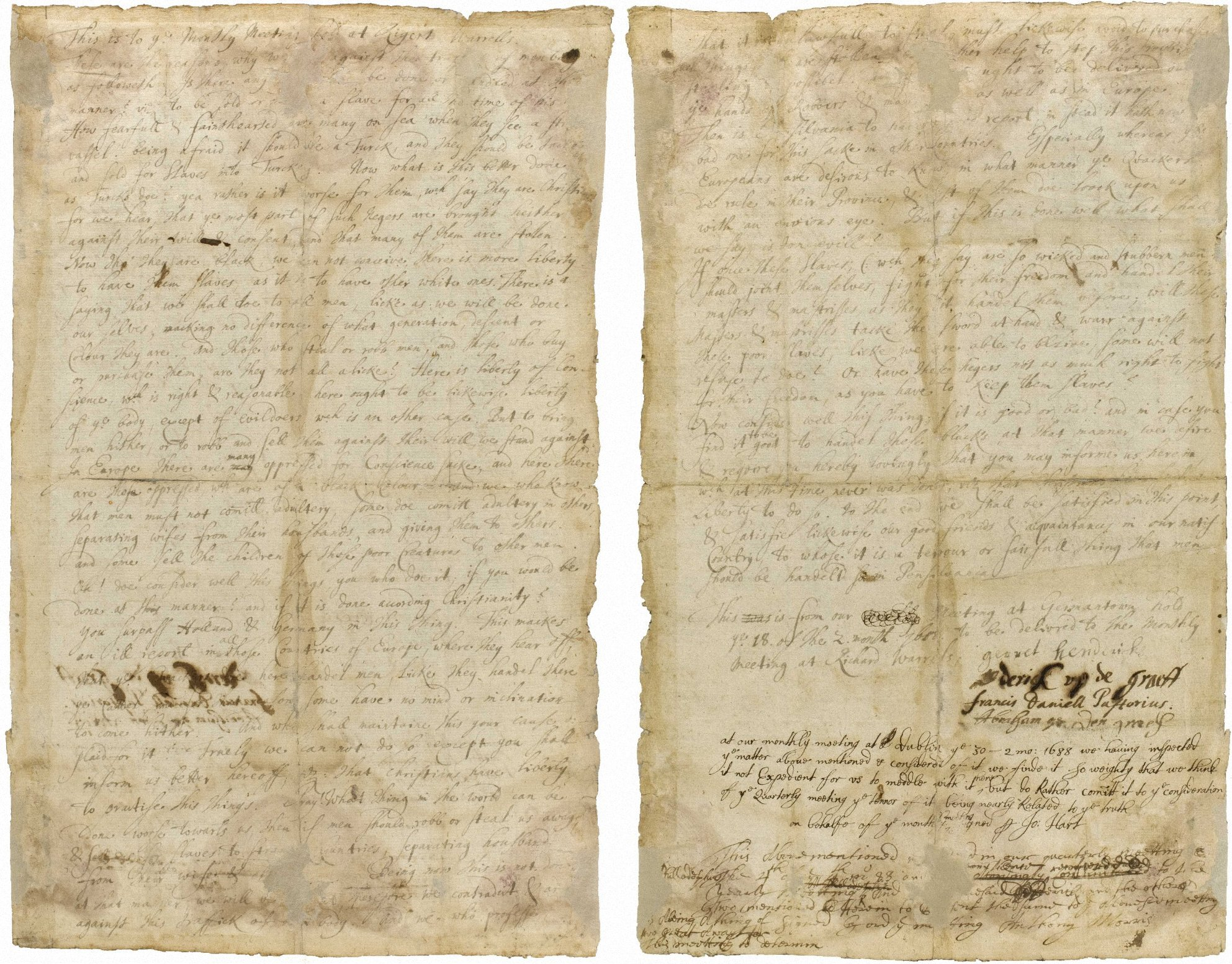
Pétition de Quakers contre l'esclavage, 1688.

Animés par un idéal égalitaire, les quakers sont les premiers à remettre en cause l’esclavage dans les colonies anglaises d’Amérique. Le premier document connu dénonçant l’esclavage en Amérique du Nord est la protestation de Germantown, une pétition rédigée en 1688 par Francis Daniel Pastorius, un quaker arrivé cinq ans plus tôt d’Allemagne pour fonder la colonie de Germantown. Signée par trois autres membres de la colonie, elle est rejetée par l’Assemblée annuelle des quakers de Pennsylvanie qui se tient en juillet 1688 à Burlington (New Jersey). Les quakers restent en effet longtemps divisés sur la question de l’esclavage. À de nombreuses reprises au cours de la première moitié du XVIIIe siècle, certains de leurs membres portent à nouveau, sans succès, des pétitions antiesclavagistes devant les assemblées de leur communauté. Plusieurs militants comme John Woolman ou Antoine Bénézet se détachent durant cette période par leur volonté de convaincre leurs coreligionnaires et au-delà l’ensemble des colons de la nécessité d’abandonner l’esclavage.
En 1758, l'Assemblée annuelle de Philadelphie décide d’interdire sous peine d’exclusion la participation à la traite négrière aux membres de la communauté quaker. Si le précepte semble avoir été diversement respecté, la dynamique des quakers se poursuit, et en 1761 la colonie lève une taxe sur tout esclave importé à l'intérieur de ses limites. Bien que toujours minoritaires au sein de la société coloniale, les quakers sont rejoints par d’autres églises comme les méthodistes qui s’inspirent des Pensées sur l’esclavage de leur fondateur, John Wesley. Ses diverses dénominations protestantes sont portées par un mouvement spirituel évangélique de grande ampleur connu sous le nom de « Grand réveil ». En 1775, soit un an avant la déclaration d'indépendance des États-Unis, les quakers créent la Society for the relief of free negroes held in bondage plus connue sous le nom de Pennsylvania Abolition Society qui devient la première société antiesclavagiste d’Amérique du Nord.

## La révolution américaine et l'abolition dans le Nord

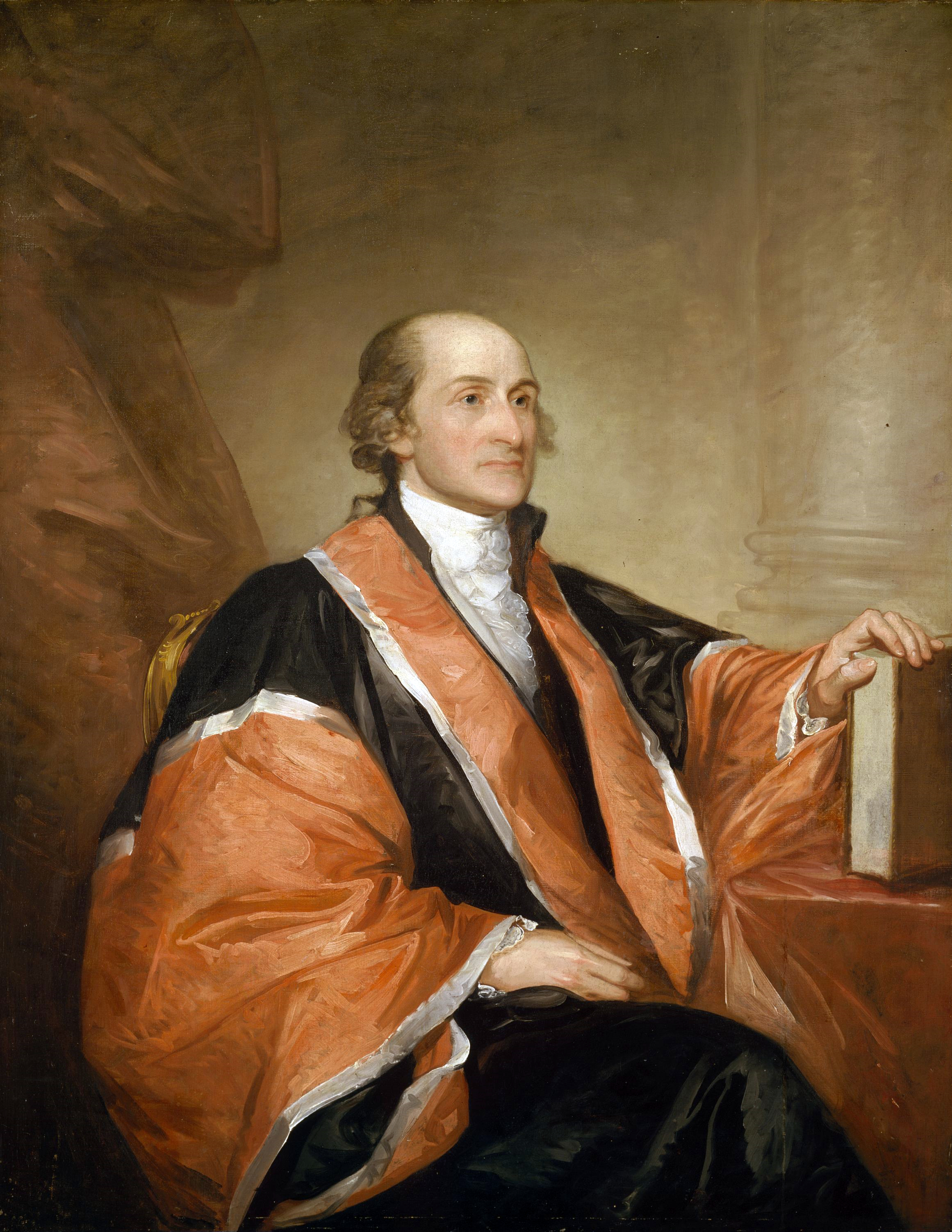
John Jay (1745-1829), un des leaders de l'abolitionnisme new-yorkais.

Les idées issues de la révolution américaine sont pour beaucoup dans l’évolution de la mentalité des élites vis-à-vis de l’esclavage. Les testaments d’affranchissement qui se multiplient pendant cette période en témoignent, qui empruntent largement au discours sur l’égalité de tous les hommes. Les changements économiques entrent pour une autre part dans cette vague d’affranchissement. L’Upper South connaît à cette période une mutation de son agriculture qui voit la culture du tabac, fortement consommatrice de main d’œuvre servile, laisser place à une culture plus diversifiée qui se prête moins à l’utilisation d’esclaves.
Après de nombreux débats, la Constitution évite la question épineuse de l’esclavage en ne mentionnant pas le terme « esclave » de manière explicite et en laissant aux États la prérogative de définir leur politique. La principale victoire des opposants à l’esclavage réside dans un compromis qui autorise le gouvernement fédéral à abolir la traite internationale à la date de 1808. L'Ordonnance du Nord-Ouest (1787) interdit également l'esclavage dans le territoire du Nord-Ouest.
Le pouvoir fédéral se refusant à intervenir, le mouvement abolitionniste est contraint de mener le combat au niveau de chacun des États de la fédération. C’est donc sur le modèle de sociétés locales que s’organise le mouvement antiesclavagiste. Au sein des nombreuses sociétés qui fleurissent durant cette période, les dénominations protestantes perdent de leur influence au profit des notables locaux.
Dans l’État de New York, John Jay, après avoir présenté sans succès deux projets de loi, en 1777 et en 1785, est à l’initiative de la création en 1785 de la Société de New York pour la manumission des esclaves qui réunit un groupe de politiciens de stature nationale ; outre John Jay qui en prend la présidence, y figurent Alexander Hamilton ou encore Aaron Burr. Elle joue un rôle décisif dans l’adoption finale de la loi d’émancipation graduelle que Jay, devenu gouverneur de l’État, signe en 1799. Elle dispose qu'en 1817, la liberté sera accordée à tous les esclaves nés avant 1799 et qu'en 1827, l’esclavage sera déclaré illégal dans les limites de l'État.
En 1804, l’ensemble des États situés au nord de l’Ohio et de la ligne Mason et Dixon a aboli l’esclavage, en optant le plus souvent pour un processus graduel. Au Sud, les abolitionnistes se heurtent au refus des parlements. En 1796, Georges Stucker, un juge et professeur de droit propose dans sa « Dissertation sur l’esclavage » un plan pour l’abolition progressive de l’esclavage dans un délai de cent ans que la législature de l’État se refuse même à examiner. Devant cette situation de blocage, l’action des sociétés antiesclavagistes s’adresse directement aux propriétaires d’esclaves en encourageant l’émancipation volontaire. La campagne pour l’affranchissement rencontre un certain succès dans l’Upper South où le pourcentage de Noirs libres passe de 1 à 10 % de la population noire totale. La progression la plus significative a lieu dans le Maryland, la Virginie et surtout le Delaware. Dans cet État, les trois-quarts des Noirs sont libres en 1810. Robert Carter III, un riche planteur de Virginie, émancipe ainsi 450 esclaves par son Deed of Gift de 1791.

## De 1804 à 1830: le creux de la vague

### Un mouvement en recul

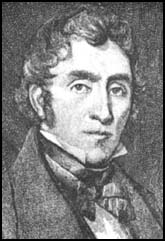
Benjamin Lundy.

Le succès de l’abolitionnisme dans le Nord laisse le mouvement sans objectif véritable. De nombreuses sociétés abolitionnistes disparaissent ou recentrent leur activité sur l’aide aux Noirs libres. Le mouvement antiesclavagiste, toujours mené par les sectes protestantes, reste surtout dynamique sur le plateau des Appalaches dont le système agricole est peu adapté à l’emploi d’esclaves. En 1827, on répertorie 130 sociétés antiesclavagistes qui réunissent 6625 membres à travers tout le pays : 106 sont situées dans des États esclavagistes et déclarent 5125 adhérents. Les États du Sud supérieur comme l’ouest de la Caroline et l’est du Tennessee sont alors à la pointe du mouvement. La Caroline compte 50 sociétés ; le Tennessee 25. Au Nord, le plus gros contingent reste situé en Pennsylvanie, berceau traditionnel de l’abolitionnisme américain.
Durant cette période, la figure de Benjamin Lundy (1789-1839) se détache. Sillonnant le pays, pour défendre ses idées, il est dans le Missouri en 1820 pour s’opposer à l’expansion de l’esclavage après le compromis du Missouri qui autorise sa pratique. De 1821 à 1839, il publie un journal, The Genius of Universal Emancipation, recevant à partir de 1829 l’aide du jeune William Lloyd Garrison, un ouvrier typographe qu’il a converti à ses vues lors de l’une de ses nombreuses tournées. Comme l’ensemble des antiesclavagistes de l’époque, Lundy est le partisan d’une abolition graduelle, position que son jeune disciple va progressivement remettre en cause.
Fanny Wright, une libre-penseuse d’origine écossaise, emprunte de son côté la voie de l’expérimentation sociale pour trouver une issue au problème de l’esclavage. Inspirée par les expériences utopiques de Robert Owen, elle fonde en 1825 dans le Tennessee la commune de Nashoba, une communauté multiraciale destinée à démontrer les vertus émancipatrices de l’éducation sur les esclaves.

### American Colonization Society
La période est également marquée par un mouvement en faveur de la colonisation qui prône l'installation des Noirs libres dans des colonies, que leurs promoteurs situent généralement en Afrique, et parfois en Amérique centrale. L'idée a émergé dans le dernier quart du XVIIIe siècle, sous la plume de Thomas Jefferson notamment, et réunit sous sa bannière une coalition assez hétéroclite.

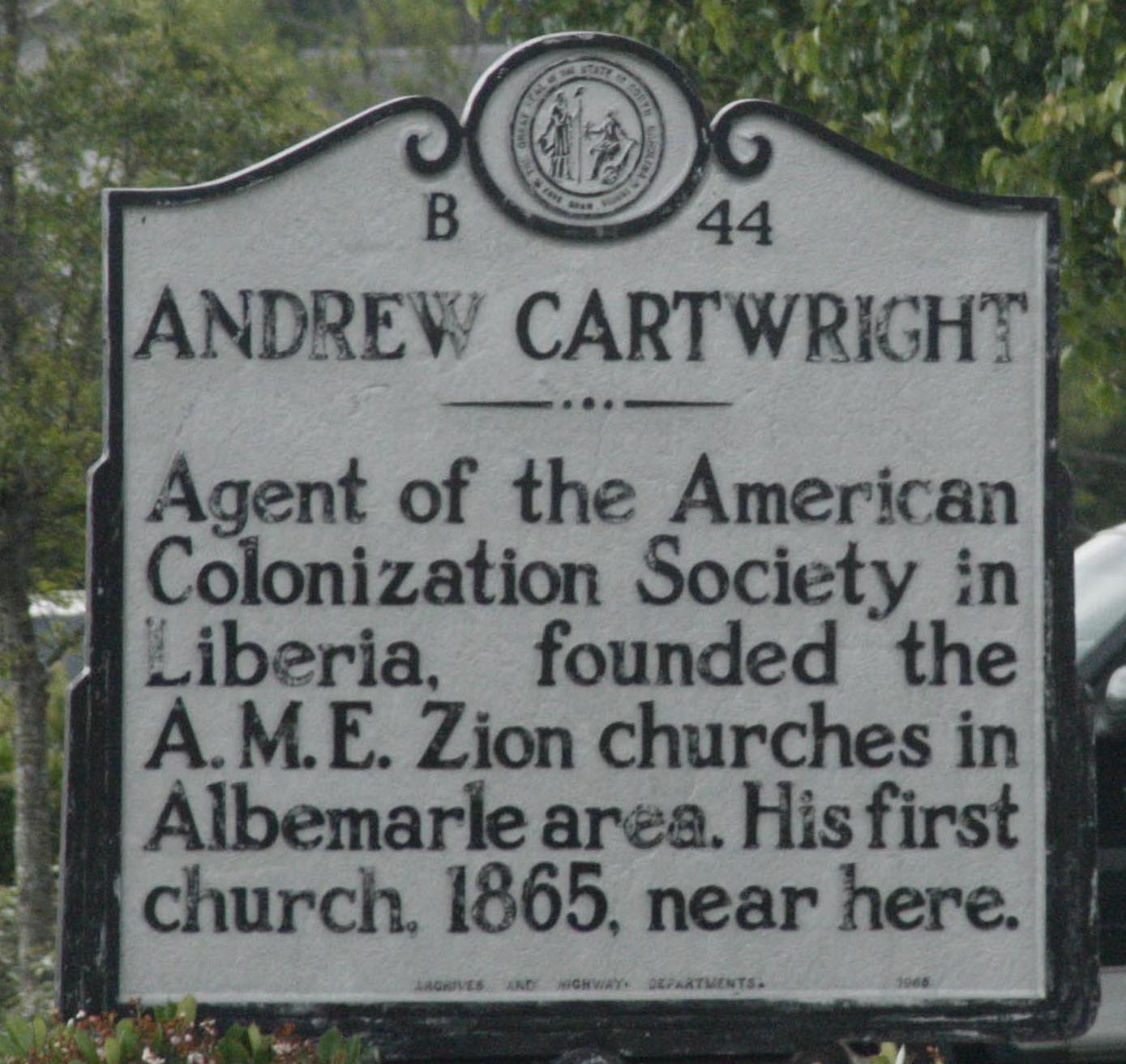
Plaque commémorative pour Andrew Cartwright de lAmerican Colonization Society, fondateur des églises de Zion au Liberia

Elle rencontre en effet les faveurs d'une partie des notables du Sud qui estiment que la croissance de la population des libres de couleur représentent une menace pour l'avenir du pays : le spectacle de leur liberté aurait un effet séditieux sur les ceux qui restent maintenus dans les fers de l'esclavage. À l'autre extrémité du spectre de la coalition, les antiesclavagistes espèrent coupler émancipation et émigration. Cette dernière est conçue comme un retour des Noirs vers leurs terres originelles et, pour les religieux, comme un avant-poste missionnaire chargé de convertir les Africains à la religion chrétienne.
Le ciment du mouvement est l'idée que Noirs et Blancs ne peuvent cohabiter sans heurts sur une même terre, soit que l'on considère qu'inférieurs, ils ne pourront jamais s'intégrer à la société américaine, soit que les discriminations qu'ils subissent de leur part des Blancs rendent également illusoires l'espoir d'une amélioration de leur sort.
La colonisation suscite cependant l'opposition de la communauté noire qui s'organise progressivement pour faire face, depuis l'extinction de l'esclavage, aux tendances ségrégationnistes de la société du nord. À l'image de la Massachusetts General Colored Association établie en 1826, les organisations noires se donnent non seulement pour objectif de protester contre l'esclavage là où il reste autorisé par la loi américaine mais également d'intégrer socialement et économiquement les Noirs libres. Symbole de cette volonté de se doter de moyens d'expression autonomes, le Freedom's Journal de New York (1827-1829), premier journal produit par des Noirs, se fait l'écho des injustices subies des deux côtés de la ligne Mason-Dixon.

## La renaissance des années 1830

### Garrison et l'abolition immédiate

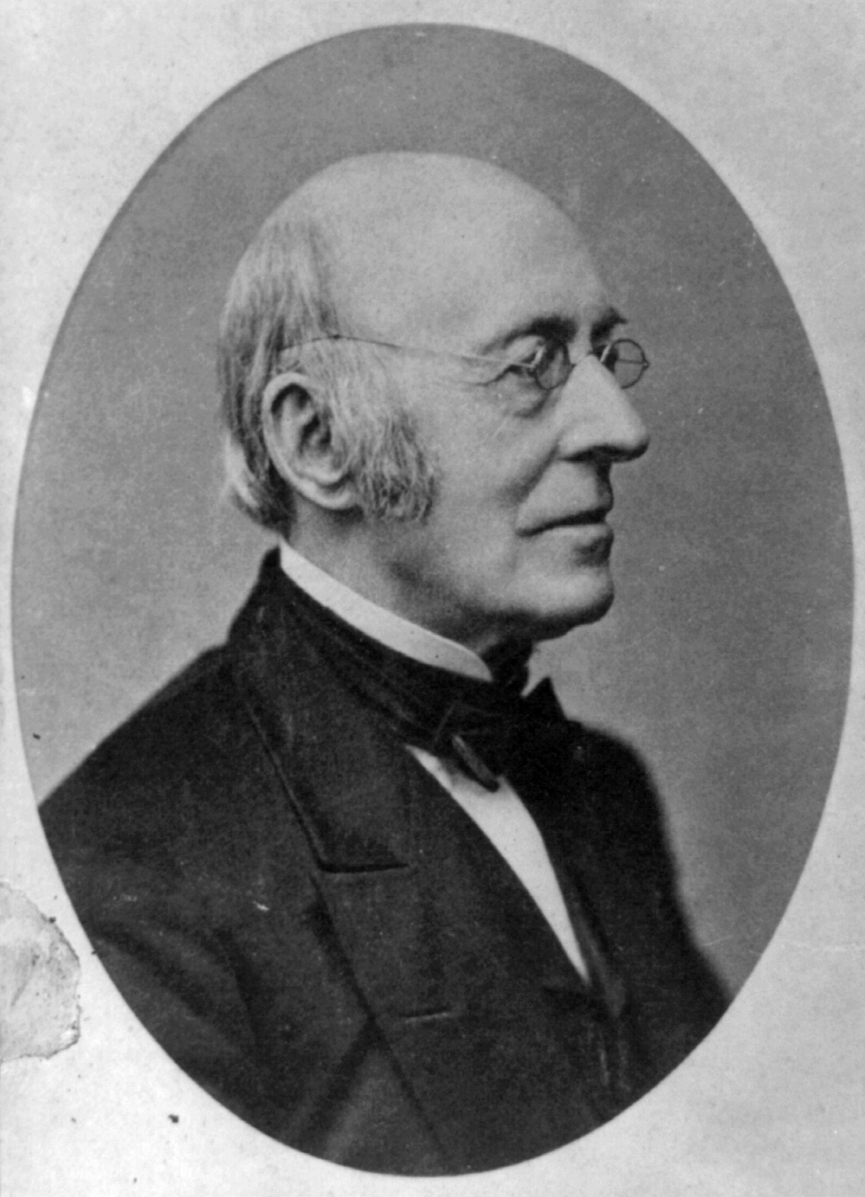
William Lloyd Garrison.

À partir de 1830, un courant « immédiatiste » qui exige une abolition immédiate de l’esclavage et défend l’égalité, au moins civile si ce n’est politique, entre Blancs et Noirs se développe autour de la figure de Garrison. Il rejette la colonisation prônée par l'American Colonization Society et se démarque du gradualisme qui caractérisait la période antérieure.
Garrison commence par créer en 1831 la New England Anti-Slavery Society dont il établit le siège à Boston. Le premier numéro de son journal, The Liberator, paraît le 1er janvier 1831. L’association reçoit en janvier 1833 le renfort d’une organisation noire, la Massachusetts General Colored Association de Thomas Dalton. En décembre 1833, le courant mené par Garrison et Theodore Weld se structure autour de l’American anti-slavery society dont la convention inaugurale réunit 62 délégués dont 21 quakers à l’Adelphi building de Philadelphie. Elle charge William Lloyd Garrison de la rédaction de sa déclaration de foi. Le document, à forte tonalité religieuse, appelle à l’abolition immédiate et sans condition de l’esclavage et condamne la démarche de l’American Colonization Society.
Encore extrêmement minoritaire, présenté par la presse comme un fanatique, Garrison lance pourtant une dynamique qui se renforce tout au long des années 1830. Malgré les divisions ultérieures ou les critiques portant sur son intransigeance et son style autoritaire, il conserve jusqu’à la veille de la guerre de Sécession une aura qui en fait le symbole du mouvement.
Se présentant comme un homme qui refuse le compromis qu’il assimile à la compromission, il place le débat sur le terrain moral, procédant par une série d’oppositions entre « la pureté morale » et « la corruption ». La Constitution américaine est ainsi considérée comme « une alliance avec la mort »(a convenant with death) et « un pacte avec l’enfer » (an agreement with hell) et Garrison ira jusqu’à brûler publiquement ce texte. Cette compromission originelle des Pères fondateurs avec l’esclavagisme justifie sa volonté de se tenir à l’écart de toutes les institutions organisées par la Constitution, et donc son refus de participer au jeu électoral. Plus encore, il considère que la corruption originelle de la nation américaine ne peut être lavée que par la dissolution du pays qu’il appelle de ses vœux par son slogan : « Pas d’Union avec les esclavagistes » (No Union with slaveholders). Il considère avec la même sévérité les Églises accusées de soutenir l’esclavage. S’il est intransigeant, Garrison s’oppose cependant avec la plus grande force à l’usage de toute forme de violence : pour lui, l’arme des abolitionnistes doit être le discours qui permet de « détruire l’erreur par la seule force de la vérité » et de conquérir les esprits par la « moral suasion ». Enfin, il estime nécessaire de lier le combat pour les droits des Noirs avec celui pour les droits des femmes.
L'historienne Kathryn Sklar identifie trois raisons au succès de l'entreprise de Garrison : le lien qu'il a su créer avec les Noirs libres qui vivaient dans le Nord, la mobilisation des quakers hicksites, déjà sensibilisés à la question de l'esclavage, et surtout le Second grand réveil, phénomène religieux de grande ampleur qui a contribué à façonner un mouvement de masse que les seuls effectifs des communautés noires et des quakers radicaux n'auraient pas été en mesure de réunir.

### Second Grand réveil

#### Un élan réformateur
Au XVIIIe siècle, le premier Grand réveil s'était caractérisé par « un regain du calvinisme » et des doctrines qui fondent le salut humain sur la grâce. Au contraire, « les revivals du début du XIXe siècle avaient sécrété une conception arminienne du salut qui conférait à l’homme toute sa responsabilité dans le processus de régénération ».
Le contexte intellectuel qui voit s'épanouir le second grand éveil diffère également sensiblement : il prend naissance à l'issue de la révolution américaine, période d' « impulsion démocratique » qui a vu l' « idéologie des Lumières se répandre et s'implanter plus solidement ».
Ces évolutions ne sont pas sans effets sur ce qui est attendu du nouveau converti. Le salut n'est plus seulement considéré comme une affaire individuelle : le croyant porte une responsabilité vis-à-vis de la collectivité et l'on attend de lui qu'il exerce, sur le principe de la « disinterested benevolence », une intervention directe sur le monde social. Cette exigence nouvelle est la clé de voûte du Benevolent Empire (en), le réseau des organisations évangéliques chargées de la propagation du message chrétien : prédication, missions, écoles du dimanche (sunday schools), distribution de Bibles, telles étaient les tâches prises en charge par ses « Disciplined Moral Militia » chères au pasteur Lyman Beecher, dont la fille, Harriet Beecher Stowe est l'auteur de La Case de l'Oncle Tom. De fait, il existe une coïncidence géographique forte entre le Second grand réveil et le renouveau de l'abolitionnisme.
En marge de l'action prosélyte, mais directement lié à ce désir d'impulser un nouvel élan moral, un mouvement de réforme sociale embrasse à partir des années 1820 de larges secteurs de la vie sociale : prison, éducation, tempérance, émancipation des femmes. Mais plus que tout autre domaine d'intervention, l'abolitionnisme aimante l'énergie des réformateurs.
De fait, il existe une coïncidence géographique forte entre le second Grand Réveil et le renouveau de l'abolitionnisme. Ce dernier trouve un terrain fertile dans le « burned-over district », une zone rurale de l'Upstate New York embrasée par la vague revivaliste. Les autres foyers de l'immédiatisme se situent également à l'écart des grandes voies commerciales et de l'influence des grandes villes portuaires de la côte Est. Il s'agit de l'ouest de la Pennsylvanie, des communautés quakers de Nouvelle-Angleterre et enfin de la Western reserve au nord de l'Ohio, une terre peuplée pour l'essentiel de migrants du Connecticut.
Né dans les universités de l'Est, le second Réveil gagne en effet rapidement l'ouest du pays. Cincinnati dans l’Ohio devient l’un des avant-postes des nouvelles doctrines. En 1834, la question de l’esclavage vient troubler le principal centre de formation presbytérien de la ville, le séminaire de Lane (Lane Theological Seminary (en)). Des étudiants menés par Theodore Weld décident d’ouvrir une tribune publique pour débattre publiquement de la question de l’esclavage. L'initiative fait grand bruit dans le pays. La tentative du président Lyman Beecher de mettre un terme à cette expérience provoque le départ du groupe qui rejoint l’Oberlin College. Devenu l’un des foyers intellectuels de la réforme sociale, le college s’ouvre notamment aux étudiants noirs en 1835 et aux femmes en 1837.

#### Division des Églises
La controverse du séminaire de Lane annonce la crise qui secouent les différentes Églises américaines à partir de la fin des 1830. Au sein des communautés religieuses, les tensions croissantes au sujet de l'esclavage aboutissent à des scissions qui coupent bientôt les Églises en deux, sur un axe Nord- Sud. Les abolitionnistes qui estiment que les Églises établies ne prennent pas position de manière suffisamment tranchée contre l'esclavage se désignent comme des come-outers. Se retirant de leurs Églises d'origine, ils se regroupent dans des organisations sans dénomination, comme l'American Missionary Association, ou des organisations séparées, comme la Wesleyan Methodist Church, formée en 1843. La scission des principales Églises intervient peu après : le schisme des méthodistes, le groupe religieux le plus nombreux du pays, a lieu lors de leur conférence générale de 1844 ; la même chose se produit chez les baptistes l'année suivante.

### Campagnes pétitionnaires
Inspirés par l'exemple de leurs confrères britanniques, les abolitionnistes américains mobilisent dans les années 1830 l'arme de la pétition dont le droit leur est garanti par le premier article de Constitution (to petition the Government for a redress of grievances). Ils orchestrent à partir de 1834 une intense campagne pétitionnaire à destination du Parlement des États-Unis pour demander à celui-ci d'agir fermement contre l'esclavage dans les domaines relevant de sa compétence : leurs revendications concernent l'abolition de l'esclavage et du commerce des esclaves dans le district de Columbia et dans les territoires ainsi que l'interdiction de la traite entre les États. Plus tard, une campagne active est menée contre l'annexion du Texas et de la Floride.
Les whigs et les démocrates du Sud répondent en décembre 1835 à cette vague pétitionnaire par le gag rule, une résolution qui relègue les pétitions ayant trait à l’esclavage sur une table sans qu'elles soient examinées par le Congrès. Le gag rule qui doit être renouvelé à l’ouverture de chaque session annuelle donne lieu à de sévères débats entre les congressistes. Au nom du droit de pétition, l’ancien président John Quincy Adams fait partie de ses opposants les plus farouches, entraînant derrière lui une jeune garde, composée de William Slade, Joshua Reed Giddings ou Seth Merrill Gates.

### Un mouvement divisé
Malgré les attaques dont ils font l’objet, les abolitionnistes parviennent à constituer un véritable mouvement de masse. Cette croissance et les orientations de Lloyd Garrison, qui exerce toujours le contrôle de l'AASS, occasionnent leurs premières divergences. Trois grands courants se dessinent : un courant « garrisonien », un courant « politique » et un courant évangélique conservateur.

#### Le courant garrisonien

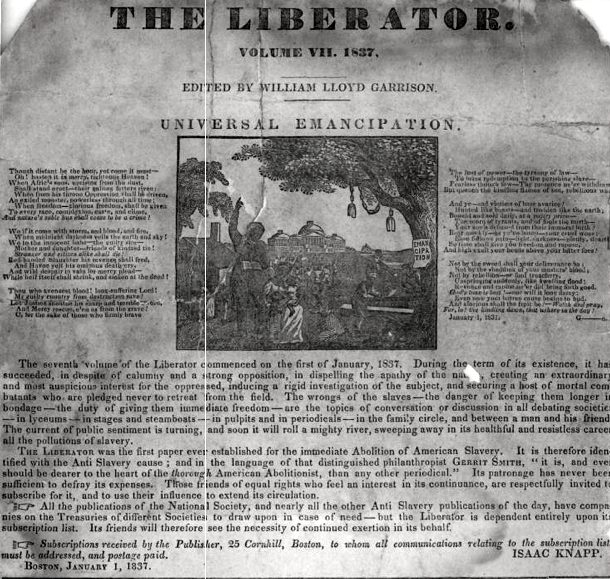
The Liberator, vol. VII, éd. William Lloyd Garrison, publication Isaac Knapp, Cornhill, Boston, Massachusetts, 1837

À la fin des années 1830, la position de Lloyd Garrison se radicalise sous l'influence du perfectionnisme que lui a probablement exposé John Humphrey Noyes, un socialiste utopiste qui dirige une communauté à Putney dans le Vermont. Garrison présente cette nouvelle doctrine en 1837 dans le Liberator. La doctrine de la perfection a ses racines dans les écrits de John Wesley, le fondateur du presbytérianisme, réinterprétés par les révérends d'Oberlin College, Charles Grandison Finney et Asa Mahan (en). Niant la souillure indélébile du péché originel, elle pose que l'homme peut atteindre la perfection sur la terre s'il agit dans la « parfaite obéissance à la loi de Dieu » (perfect obedience to the law of God). Résolument volontariste, elle ouvre la voie à une action sociale prosélyte contre toutes les manifestations du vice et de la corruption humaine.
L'année suivant sa conversion aux principes perfectionnistes, Garrison crée la Non-Resistance Society (en) et se fait le promoteur de la non-resistance qui manifeste le refus d'avoir partie liée avec toute institution basée sur la coercition, au premier rang desquels figure l'État. La doctrine a un effet direct sur la stratégie du mouvement abolitionniste : Garrison rejette toute participation aux mécanismes dont l'État tire sa légitimité. Il refuse le vote et bien entendu l'action politique sous la forme du jeu des partis.

#### Le courant politique
Le positionnement de Lloyd Garrison rencontre l'opposition croissante au sein du mouvement abolitionniste de ceux qui, constatant l'inefficacité de la moral persuasion et l'affermissement du slave power dans les institutions, voudraient porter le combat sur le terrain politique.
Dans un premier temps, ce courant politique se contente de profiter des échéances électorales pour tenter d'imposer la question de l'esclavage comme un élément incontournable de l'agenda politique. Écumant les meetings, ils interpellent les candidats de tout bord pour les contraindre à prendre position sur la légitimité de l'esclavage.
Mais, devant l'inertie des forces politiques traditionnelles, émerge progressivement l'idée que la constitution d'un parti qui défendrait spécifiquement les intérêts abolitionnistes est indispensable pour bousculer une classe politique qui, même lorsqu'elle se montre bienveillante, est perçue comme compromise, si ce n'est corrompue.

#### Le courant évangélique

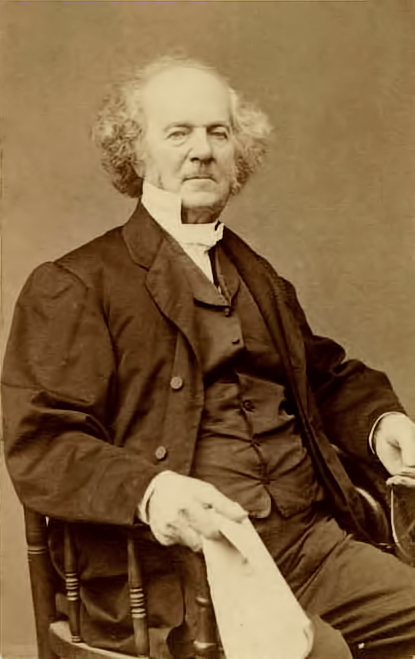
Lewis Tappan

S'il n'est pas opposé au principe d'une orientation plus politique du mouvement, le courant évangélique estime que les Églises doivent rester le principal vecteur de l'action abolitionniste. Mais c'est surtout sur le plan des mœurs, et plus particulièrement de l'engagement public des femmes, qu'il exprime son opposition aux garrisoniens. Représentatif de la position évangélique, l'Essay on Slavery and Abolitionism with reference to the Duty of American Females, signé par Catharine Beecher en 1837, pose ainsi les bornes de l'implication des femmes, qu'il limite à l'inculcation de la vertu par l'éducation et l'exemple d'une conduite morale irréprochable.
La frange la plus conservatrice refuse ainsi purement et simplement d’associer les femmes à la direction du mouvement. Une autre, plus importante encore, redoute que la promotion du droit des femmes, qui paraît alors encore plus déraisonnable que la lutte contre l’esclavage, ne ternisse l’image du mouvement et ne lui aliène une large partie de la population.
Les principaux représentants du courant évangélique conservateur sont les frères Arthur et Lewis Tappan (en). Installés à New York, où ils ont fait fortune dans le textile, ils concurrencent la vieille élite d'origine hollandaise de la ville et se distinguent de celle-ci par leur volonté d'œuvrer activement pour le salut des foules. Leur réformisme moral, auquel ils consacrent une part importante de leur fortune, vise plus particulièrement les populations pauvres de la ville. Propriétaires d'une imprimerie, ils en tirent des millions de tracts dans lesquels ils stigmatisent le travail du dimanche, la consommation d'alcool, le jeu, et, en règle générale, tout ce qui est en mesure de détourner les masses de ce qu'ils considèrent comme une conduite morale et laborieuse.

#### La scission de 1840
Les désaccords avec les abolitionnistes du Massachusetts conduisent en 1839 à la formation de la Massachusetts abolition society. L’opportunité de donner le droit de parole aux femmes ou de leur confier des responsabilités au sein de l’American Anti-slavery society occasionne de vives discussions lors de l’assemblée annuelle de 1839. Lloyd Garrison parvient à y conserver la majorité mais, en 1840, l’élection d’une femme, Abby Kelley, à la commission économique de l’association provoque le départ de plusieurs centaines de protestataires qui se regroupent dans l’American and Foreign Anti-Slavery Society, établie à New York sous le magistère des frères Tappan.
Favorables à une lutte politique, ils créent le Liberty Party dont la première convention se tient en avril 1840 à Albany dans l’État de New York.

### La place des femmes

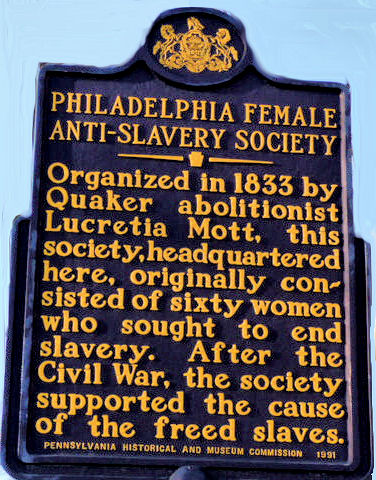
Plaque commémorative de la fondation de la Female Anti-Slavery Society à Philadelphie en 1833

L’engagement des femmes dans le mouvement abolitionniste contribue fortement à lancer le mouvement pour le droit des femmes. Les changements économiques qui interviennent dans le Nord du pays accentuent la différence entre les sexes, en confinant les femmes dans leur rôle domestique. Un ensemble de règles informelles définit les attributs de la parfaite lady. Paradoxalement, en valorisant les qualités morales des femmes, garantes non seulement de l’ordre au sein du foyer mais également de la « pureté » de la nation, ce repli vers l’intériorité domestique aiguise l’intérêt pour la chose publique des femmes de la bourgeoisie de Nouvelle-Angleterre. La sociabilité essentiellement féminine dans laquelle elles sont immergées favorise également l’échange d’idées sur leur propre condition.

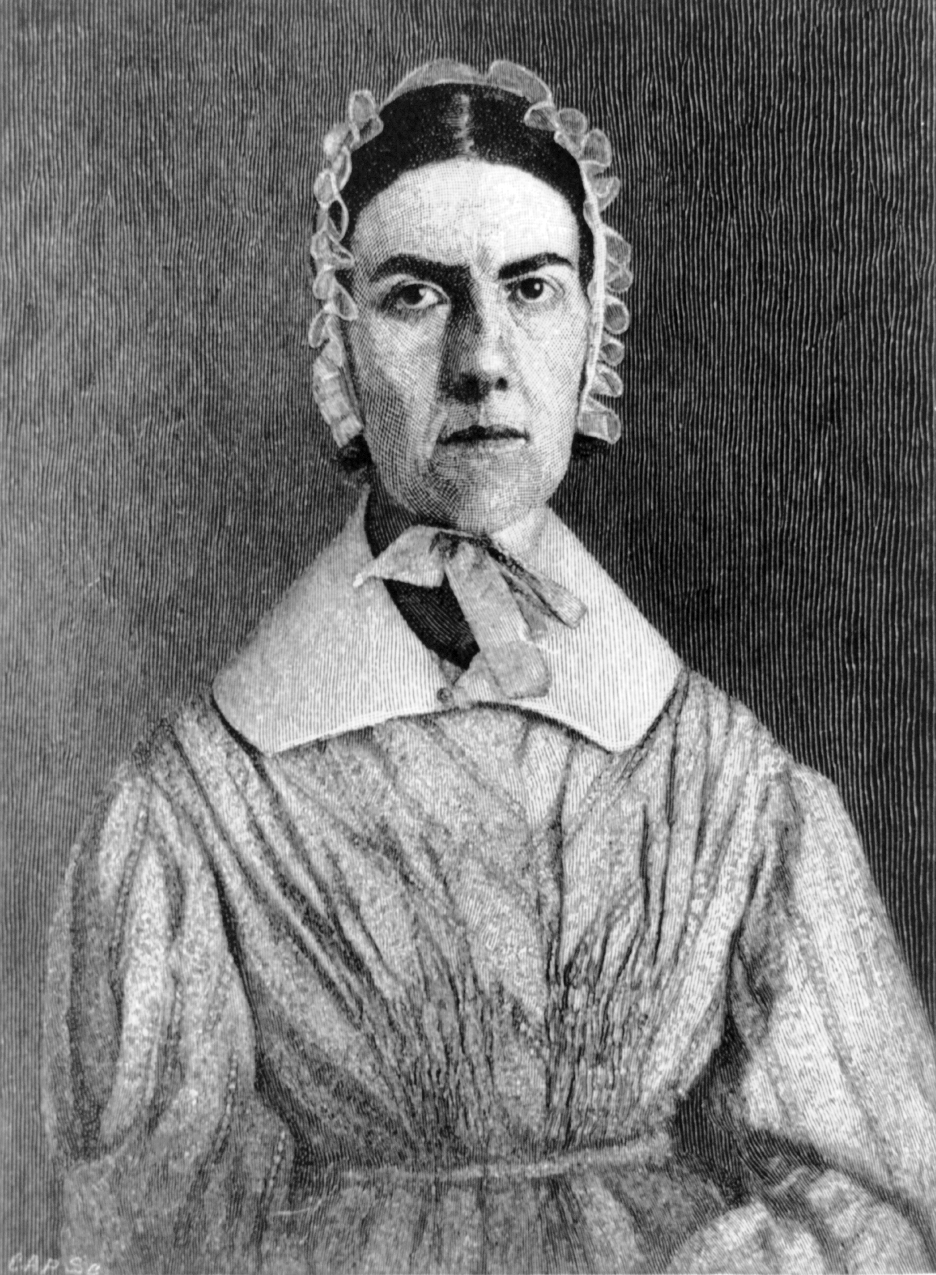
Angelina Grimké.

Les femmes entendent ainsi prendre part au mouvement de réforme sociale qui touche les domaines de la tempérance ou de l’éducation où le rôle qui leur a été dévolu trouve un terrain d’expression qui paraît socialement légitime. Le combat abolitionniste éveille l’intérêt immédiat de ces groupes de femmes déjà constitués.
La Philadelphia female anti-slavery society (PFASS) est établie par la quaker Lucretia Mott en décembre 1833 dans les jours qui suivent la fondation de l’American anti-slavery society (AASS). Les femmes sont en effet admises au sein de l’AASS mais on leur interdit de prendre part aux décisions ou aux votes, plus encore d’occuper des fonctions de direction. La prise de parole publique des femmes s’impose comme l’une des revendications des militantes.
En 1835, Angelina Grimké, la fille d’un esclavagiste du Sud, rédige une missive abolitionniste qu’elle adresse à Lloyd Garrison, lequel la publie dans « The Liberator  » en 1836. Cet « Appel aux chrétiennes du Sud » (Appeal to the Christian Women of the South) fait scandale dans le Sud du pays. Il est brûlé publiquement en Caroline du Sud et les deux sœurs sont menacées d’être incarcérées en cas de retour dans leur État d’origine.

### Deux grandes affaires judiciaires:LaAmistadetLaCreole
En 1839 puis en 1841, deux grandes affaires judiciaires - l'affaire de La Amistad et celle de La Creole - placent la traite négrière au centre de l'attention publique. Les abolitionnistes profitent de ces deux occasions pour mettre en lumière les ambiguïtés du pouvoir fédéral. D'une part, l'État américain montre peu d'empressement à se doter des moyens de lutter efficacement contre la traite illégale, qui continue d'avoir cours, quasiment en toute impunité, au sein-même de ses eaux territoriales, ou en dehors mais sous pavillon américain ; les États-Unis n'ayant pas signé d'accord de visite de ses navires avec la Grande-Bretagne, qui jouent alors le rôle de gendarme des mers en matière de répression de la traite internationale, les négriers américains peuvent en effet ratisser la côte africaine sans courir le risque d'un contrôle. D'autre part, la traite interne, c'est-à-dire les ventes et déplacements d'esclaves sur le sol américain, reste tout à fait légale.

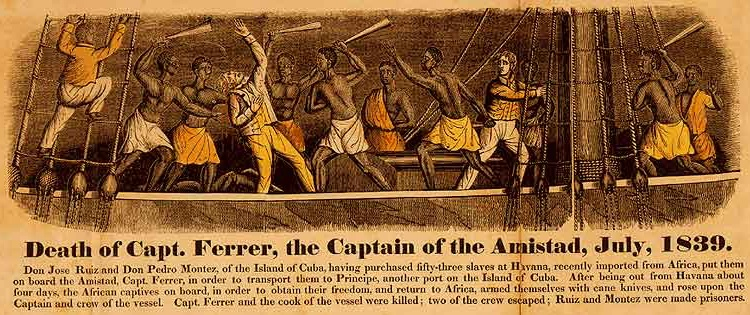
Gravure de 1840 représentant la mutinerie sur La Amistad

Capturés au début de l'année 1839 dans l'Ouest Africain, les révoltés de La Amistad ont profité d'une tempête lors de leur transfert depuis La Havane vers une île des Caraïbes pour prendre le contrôle du navire qui les transportait. Croyant faire cap vers l'Afrique, ils touchent les côtes américaines où ils sont appréhendés par la marine américaine puis incarcérés à New Haven, dans l'attente d'une décision sur le sort qui leur sera réservé. L'Espagne, dont les intérêts sont représentés par deux avocats issus de Yale, les considère comme des mutins et demande leur renvoi à Cuba. Les abolitionnistes, qui estiment que ces hommes kidnappés doivent être considérés comme libres et rapatriés en Afrique, prennent immédiatement en charge leur défense. Roger Sherman Baldwin, un avocat local, plaide en leur faveur, rejoint par un prestigieux renfort, l'ancien président John Quincy Adams, lorsque l'affaire est portée devant la Cour Suprême. Baldwin met également sur pied, avec Simeon Jocelyn, Joshua Leavitt et le riche philanthrope Arthur Tappan, l'Amistad Committee qui collecte des fonds et entretient l'agitation, déjà grande, autour du procès. Finalement, reconnus libres par la Cour Suprême, les révoltés de La Amistad peuvent regagner l'Afrique grâce aux fonds levés par le comité.

### Réactions dans le Nord et le Sud

#### Les pressions du Sud

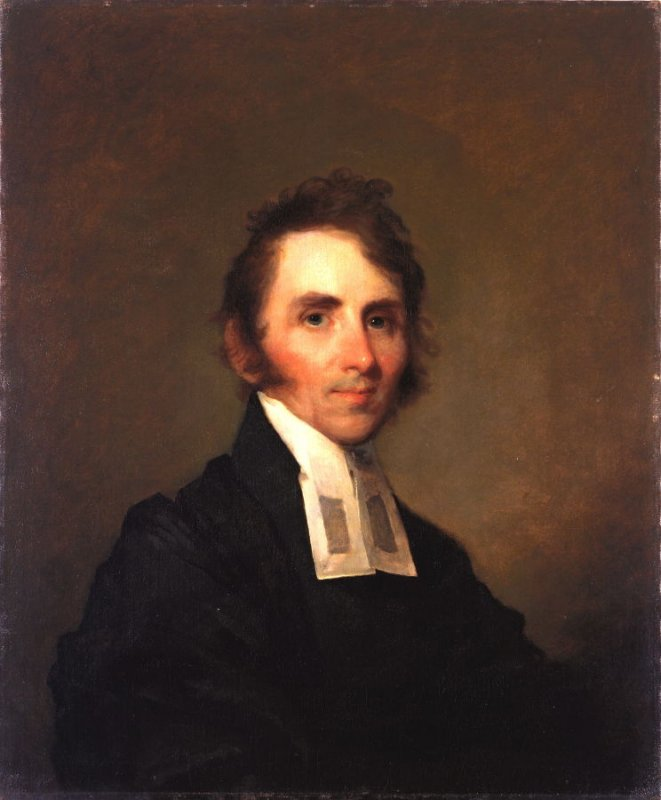
William Ellery Channing, 1815.

Le développement des groupes abolitionnistes provoque rapidement la réaction des forces sociales favorables à l’esclavage. Les assemblées du Sud tentent d’exercer des pressions sur leurs homologues du Nord pour obtenir l’interdiction des journaux et des activités publiques des abolitionnistes. La Virginie, les deux Carolines et l’Alabama adoptent ainsi dans les années 1830 des résolutions pour demander au Nord de prendre des mesures contre les sociétés abolitionnistes. 
Ces demandes parviennent devant la législature du Massachusetts, après avoir reçu le soutien du gouverneur Edward Everett qui considère que « tout ce qui est de nature à soulever une insurrection parmi les esclaves a toujours été considéré, par de hautes et respectables autorités, comme une offense contre la paix de cette République [...] ». Elle est examinée par un comité, connu pour ces orientations esclavagistes, devant lequel se défendent les abolitionnistes qui reçoivent le soutien des défenseurs de la liberté d’expression comme William Ellery Channing.
Devant le refus des autorités du Nord de mettre fin aux activités de Lloyd Garrison, la législature de Géorgie offre 5 000 dollars de récompense à celui qui parviendrait à le ramener dans l’État pour le faire juger.

#### L’hostilité du Nord
La grande majorité de la population du Nord considère de son côté les « immédiatistes » comme des « agitateurs » et des « fanatiques » qui remettent en question la tranquillité publique et présentent une menace pour le maintien de bonnes relations avec les États du Sud.
La véhémence des journaux du Sud qui demandent la pendaison des abolitionnistes ou proposent des récompenses contre la tête des leaders du mouvement n’est pas absente des villes du Nord. Les réunions abolitionnistes sont régulièrement interrompues et suscitent des émeutes qu'un militant, Elijah Parish Lovejoy, paie de sa vie. Cette hostilité rejaillit directement sur la communauté noire dont les écoles, les Églises ou les orphelinats sont pris à partie : on casse leurs vitres et on poursuit ceux qui tentent de s’interposer devant la foule.

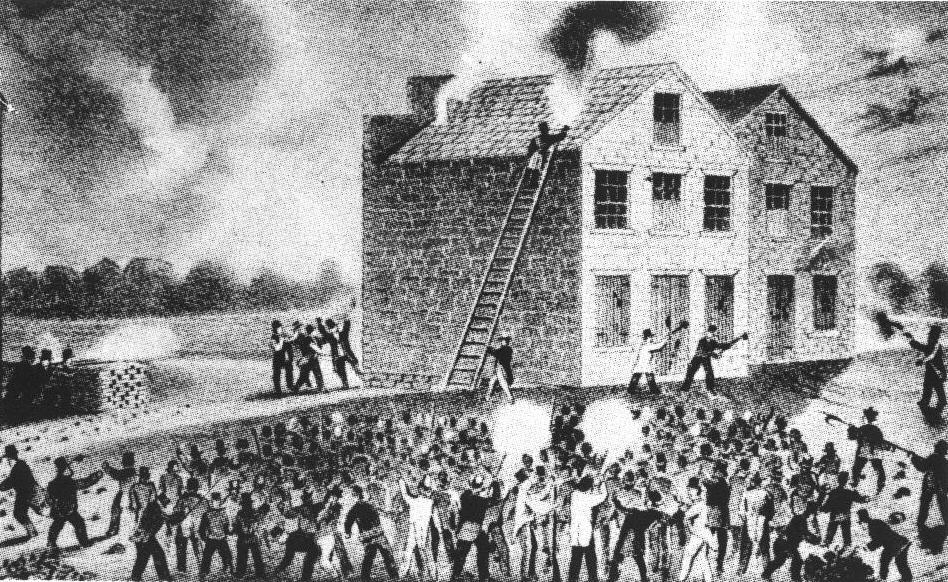
Emeute esclavagiste à Alton (Illinois) du 7 novembre 1837, qui entraîna l'assassinat d'Elijah Parish Lovejoy.

En juillet 1834, la maison de Lewis Tappan est saccagée et un feu de joie est allumé dans la rue avec les meubles de sa maison. En octobre 1835, Lloyd Garrison est pris à partie alors qu’il donne une conférence pour la Boston Female Society ; il est sauvé du lynchage par l’intervention d’un groupe d’hommes, parmi lesquels figure Wendell Phillips, un avocat qui devient à la suite de cet épisode l’un des principaux orateurs du mouvement.
Le 17 mai 1838, une foule déchaînée met le feu au Pennsylvania Hall de Philadelphie, un bâtiment tout juste inauguré qui devait servir de quartier général aux abolitionnistes de Pennsylvanie. L’émeute prend forme le soir d’une conférence donnée par des femmes dont l’affluence est composée de Noirs et de Blancs mêlés. Mais la manifestation la plus sérieuse de l’hostilité rencontrée par les abolitionnistes a lieu en novembre 1837 à Alton dans l’Illinois lorsque Elijah Parish Lovejoy est assassiné alors qu’il tente de défendre de la foule la presse qui lui permet d’éditer son journal, The Observer.

### La légitimité de l'action violente
D'essence pacifiste, le mouvement abolitionniste américain se radicalise après l'adoption du compromis de 1850. Si Lloyd Garrison reste fidèle à sa philosophie non-violente, il n'en va pas de même de nombreux militants, autrefois membres de sa garde rapprochée. Le renforcement de la loi sur les esclaves fugitifs qui autorise les marshals fédéraux à intervenir sans tenir compte des frontières des États offrent l'opportunité aux abolitionnistes de manifester leur opposition farouche à ces nouvelles dispositions législatives. Frederick Douglass estime que « la seule façon de s'assurer que la loi sur les esclaves fugitifs restera lettre morte, c'est de tuer une bonne demi-douzaine de chasseurs d'esclaves ». 

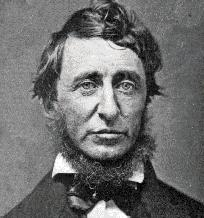
Le philosophe et poète Henry David Thoreau.

Des comités de vigilance s'organisent pour aider les Noirs à organiser leur défense. Celui de Boston, présidé par le pasteur unitarien Theodore Parker, parvient à soustraire à la traque de deux chasseurs de tête le couple formé par Ellen et William Craft, dont la fuite spectaculaire avait assuré la renommée deux années plus tôt.
Les premiers échanges de coups de feu opposent dans la petite ville de Christiana en Pennsylvanie un groupe de Noirs, épaulé par des quakers, à un ancien propriétaire accompagné de trois marshals. À Syracuse, les abolitionnistes, menés par Samuel Joseph May (en) et Gerrit Smith, n'hésitent ainsi pas à investir un poste de police pour libérer un ancien esclave. Devant cette agitation, le gouvernement fédéral, soucieux de donner des gages au sud, fait donner la troupe, arrêtent les Noirs fugitifs qui n'ont pas eu le temps de gagner le Canada par le chemin de fer clandestin et les Blancs qui leur ont porté secours. En 1854, le comité de vigilance de Boston tente de libérer Anthony Burns du palais du justice où il est détenu ; un garde fédéral est tué, les meneurs Wendell Phillips et Thomas Wentworth Higginson sont arrêtés et inculpés. Les procès, pour émeute et même haute trahison, qui suivent ces arrestations ne débouchent que très rarement sur des condamnations mais offrent en revanche aux abolitionnistes une tribune dont ils ne se privent pas de faire usage. C'est en réaction à l'arrestation de Burns que Henry David Thoreau prononce son discours L'Esclavage dans le Massachusetts qui est repris dans le Liberator de Garrison.

## L'antiesclavagisme politique

### DuLiberty PartyauFree Soil Party

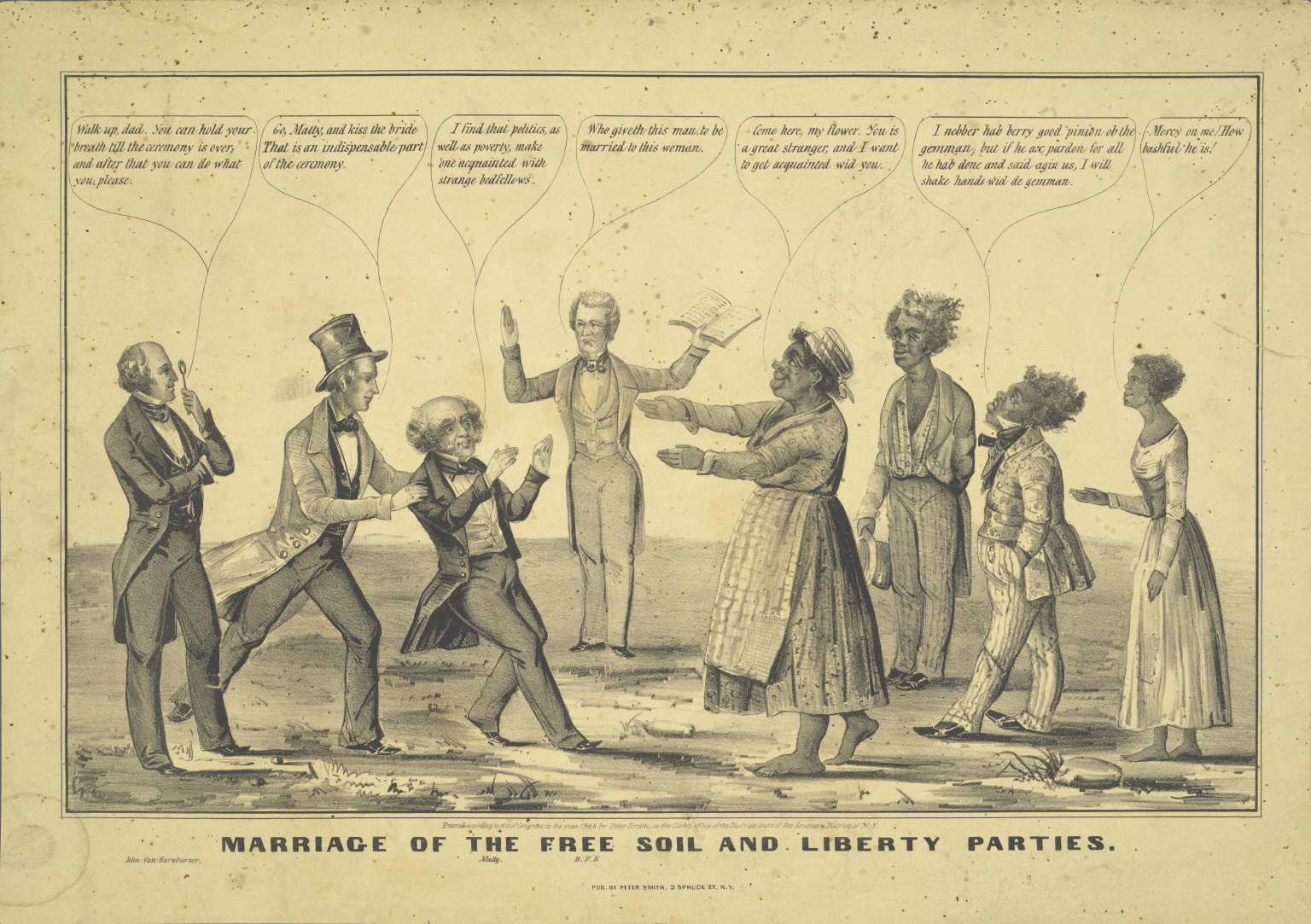
Caricature du mariage entre les partis Free Soil et Liberty, 1848

Le Liberty Party, première manifestation de l’antiesclavagisme politique, est une émanation de l'American and Foreign Anti-Slavery Society. Le nouveau parti présente l’avocat James G. Birney, lors des élections présidentielles de 1840 et 1844. Birney, un ancien propriétaire d’esclaves converti à l’abolitionnisme après les débats du Lane Theological Seminary en 1834, avait d’abord fait paraître un journal abolitionniste titré The Philanthropist à Cincinnati avant de se lancer dans la course à la présidentielle. Ses deux candidatures rencontrent un écho très limité. Pour l’élection de 1848, le parti choisit John Parker Hale lors de sa convention d’octobre 1847.
Mais les scissions provoquées par la question de l’esclavage au sein des deux partis dominants, le parti démocrate et le parti whig, changent les plans initiaux du Liberty Party. Des dissidents de l’État de New York, surnommés les Barnburners, quittent le parti démocrate en 1847 devant son refus d’inclure dans sa plate-forme le Wilmo Proviso, une disposition qui aurait interdit l’esclavage dans les territoires acquis lors de la guerre américano-mexicaine. Dans l’autre camp, les « Conscience whigs », menés par Charles Sumner, Henry Wilson et Charles Francis Adams, quittent leur parti après la désignation de Zachary Taylor, un propriétaire d’esclaves, pour l’élection présidentielle de 1848. Les déçus des deux bords se regroupent pendant l’été 1848 avec la majorité des membres du Liberty Party pour former le parti du sol libre (Free Soil Party).

### Des arguments moraux aux arguments politiques

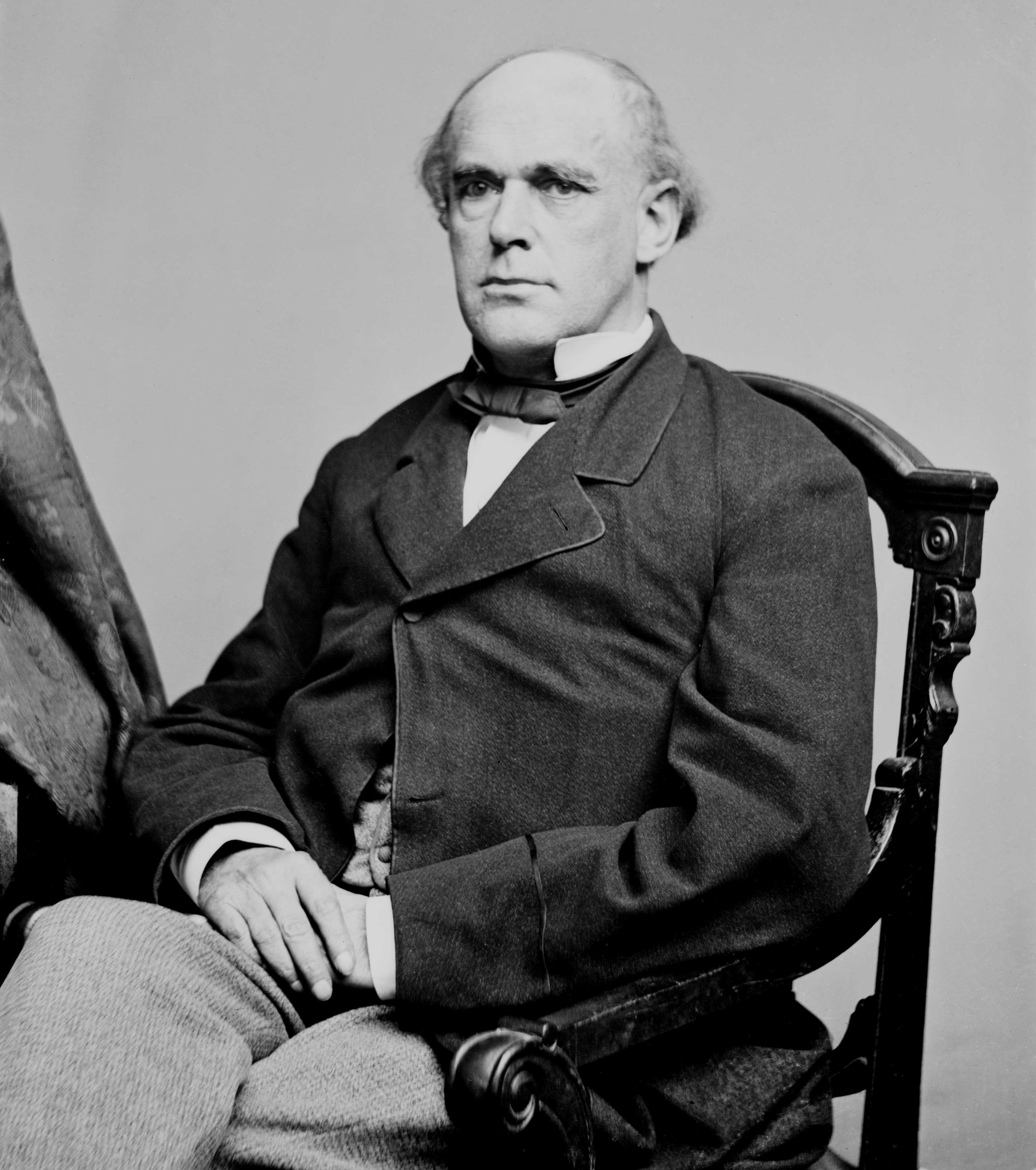
Salmon Portland Chase.

À ses débuts, le Liberty Party, composé essentiellement d’évangéliques, ne fait que prolonger sur le terrain des luttes électorales le combat qu’il mène au sein de la société civile américaine. Comme l'atteste sa première plate-forme rédigée par Alvan Stewart, son discours reste empreint d’une forte tonalité religieuse. Le discours des abolitionnistes politiques connait cependant une nette inflexion qui traduit la conversion progressive d’un mouvement moral et religieux en parti politique. Selon l’historien Éric Foner, « personne ne fit autant pour formuler un programme antiesclavagiste en des termes politiques que Salmon P. Chase de l’Ohio ». Son argumentaire, élaboré pour le Liberty Party, est au fondement du discours des free soilers et plus tard des républicains radicaux.
Chase dénonce à travers la thématique du Slave Power la manière dont les planteurs se sont emparés de l’État américain pour défendre leurs propres intérêts, au détriment des intérêts supérieurs de la nation. Selon lui, la politique menée par le pouvoir fédéral va également à l’encontre des principes des Pères fondateurs qui n’auraient tolérer l’institution esclavagiste que pour consolider une Union naissante et encore fragile. Mais dans leur esprit, la liberté et l’égalité sont les conditions naturelles des hommes et l’esclavage n'aurait été conçu comme un état temporaire et anormal.
Les free soilers affirment également que l'esclavage bloque toute mobilité sociale. Inefficace économiquement, il constitue en comparaison du travail libre une institution obsolète qui si elle est contenue finira fatalement par disparaître. David Wilmot, l'auteur du Wilmot Proviso, pense ainsi que l’esclavage doit s’étendre pour survivre, en partie à cause de l’appauvrissement rapide du sol qu’imposent les cultures de plantation, en particulier celle du coton. En conséquence, l’objectif n’est pas d’abolir directement l’esclavage dans les États esclavagistes, ce qui est unanimement considéré comme hors des compétences du pouvoir fédéral, mais d’empêcher son extension dans les États qui intègrent l’Union.

### LeFree Soil Partyet le compromis de 1850
Le Free Soil Party présente un ticket composé de l’ancien président Martin Van Buren et de Charles Francis Adams à l'élection présidentielle de 1848 où ils obtiennent 291 616 voix, en s’appuyant principalement sur l’électorat des États de New York, du Massachusetts et de l’Ohio. Cette implantation locale leur permet d’obtenir des élus au Congrès : deux sénateurs (John P. Hale pour le New Hampshire et Salmon P. Chase pour l’Ohio) et neuf représentants.
Dès l’ouverture de la session de 1849, les discussions se polarisent sur le statut des territoires cédés par le traité de Guadalupe Hidalgo, et en particulier de la Californie qui a demandé à entrer dans l’Union.

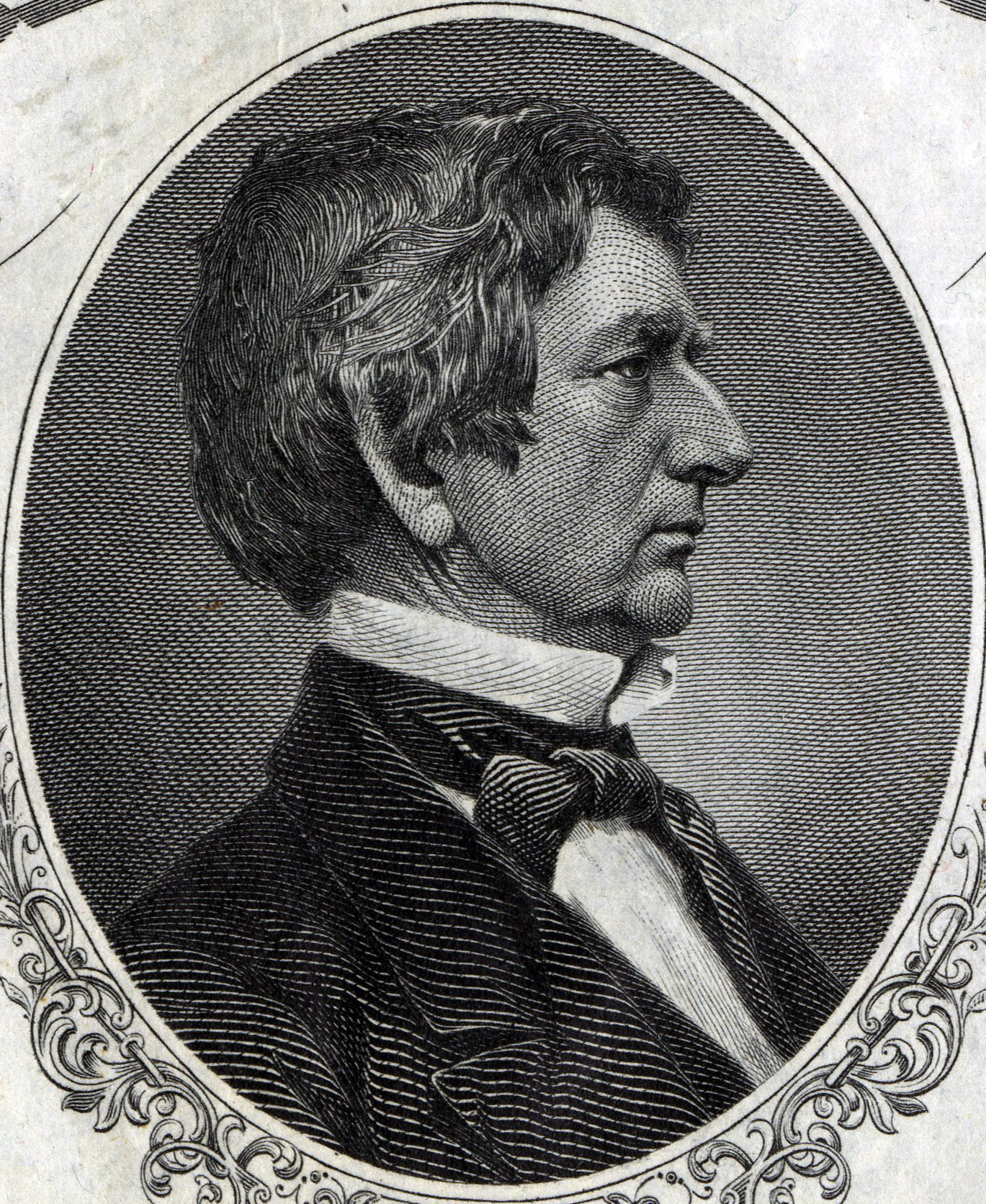
Soutien de William Henry Seward.

Devant l’ampleur de la crise politique qui fait craindre pour l’avenir du pays, le sénateur Henry Clay présente un compromis soutenu par un autre poids lourd du congrès, Daniel Webster. Ce texte entérine la candidature de la Californie comme État libre puisqu’elle avait choisi dans sa Constitution de refuser l’esclavage. Il introduit par contre le principe de la souveraineté populaire pour les territoires du Nouveau-Mexique et de l’Utah qui pourront choisir d’accepter ou de refuser l’esclavage. Enfin, il s’accompagne d’un renforcement de la législation sur les esclaves fugitifs.
Ces deux derniers points rencontrent l’opposition farouche des antiesclavagistes. En laissant les États déterminer leur politique en matière d’esclavage, le pouvoir fédéral se dessaisit d’un pouvoir qui s’était affirmé dans le compromis du Missouri de 1820. Il laisse potentiellement la porte ouverte aux esclavagistes pour influer sur la législation directement au niveau des États.
Le sénateur de New York, William Henry Seward, « conscience whig » qui n’avait pas rejoint les rangs du Free Soil Party mais partageait leur opposition, se fait le porte-parole des antiesclavagistes. Il prédit que « toute mesure qui fortifie ou étend l’esclavage tend à répandre la violence ». Le compromis de 1850 est tout de même adopté et provoque un reflux des effectifs du Free Soil Party.
Les Barnburners, satisfaits d’un accord qui leur semble mettre un point final aux querelles sur l’esclavage, rejoignent les rangs du parti démocrate dans le sillage de leur leader Martin Van Buren. Lors de l'élection présidentielle de 1852 le ticket des free soilers composé par John P. Hale et George Washington Julian ne récolte que 5 % des suffrages. La tentative de constituer un tiers parti sur la base de positions principalement tournées vers la problématique de l’esclavage est à nouveau un échec.

### Naissance du parti républicain

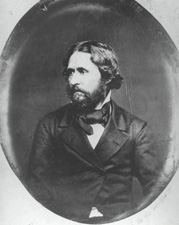
John Frémont, le premier candidat républicain à l’élection présidentielle en 1856

La proposition du sénateur Stephen A. Douglas de créer l’État du Kansas – Nebraska relance en 1854 le débat dans des termes quasiment identiques à ceux qui prévalaient avant le compromis de 1850. S’il ne propose pas l’extension de l’esclavage dans ce nouvel État, Douglas défend l’application du principe de souveraineté populaire et reçoit rapidement le soutien des esclavagistes. L’acte Kansas-Nebraska, adopté en mai 1854, crée deux États, le Nebraska au nord du 40e parallèle et le Kansas au sud de cette ligne. En laissant à ces deux nouvelles entités le choix en matière d’esclavage, il consacre non seulement le principe de la souveraineté populaire mais remet également en cause le compromis du Missouri qui interdisait l’esclavage dans les territoires situés au Nord du 36° 30' parallèle.
Les vifs débats qui ont précédé le vote de la loi ont réveillé les clivages au sein du parti démocrate et du Parti whig. Les dissidents des deux bords expriment leur vif désaccord dans des réunions publiques organisées en Nouvelle-Angleterre et dans la région des Grands Lacs. Ces dernières sont le ferment du parti républicain. C'est en effet sur les bords du lac Michigan, à Ripon dans le Wisconsin que sont posées le 28 février 1854 les bases du futur parti. Ce jour-là, un groupe d'une trentaine d'hommes appellent à la création d'une nouvelle formation politique dont le programme serait de stopper l'expansion de l'esclavage. Ils retiennent pour la désigner le nom de « républicain », dénomination qui place leur projet dans la filiation directe du républicanisme de Jefferson et de la Déclaration d'indépendance. Le 6 juillet, à Jackson (Michigan), les délégués républicains proclament officiellement l'opposition du nouveau parti à l’extension de l’esclavage dans les nouveaux territoires et commence à sélectionner des candidats pour les élections au Congrès. La grande majorité des membres du Parti du sol libre rejoint le nouveau groupement : elle le considère comme l'aboutissement de leur travail pour donner une assise à un grand parti antiesclavagiste. De fait, le parti s’organise rapidement dans tout le pays à l’exception du Sud esclavagiste où il ne compte quasiment aucun partisan.
Son programme politique emprunte largement à celui de l'ancien Free Soil. John Frémont, le premier candidat républicain à l'élection présidentielle défend ainsi le mot d'ordre « free labor, free land, free men » (travail libre, terres libres, hommes libres). S'il ne remporte pas l'élection, le nouveau parti sait pouvoir s'appuyer sur une base électorale solide : il l'a emporté en Nouvelle-Angleterre, à New York, et dans le Nord du Midwest, et a réuni une part substantielle des suffrages dans le reste du Nord. C'est en renforçant encore ses positions dans cette moitié du pays qu'Abraham Lincoln l'emporte quatre ans plus tard, lors de l'élection présidentielle suivante. Les républicains n'ont cependant pas le temps de mettre en œuvre leur politique. Dans les mois qui suivent l'élection, le Sud fait sécession.

Alphabet anti-esclavagiste, Missouri, 1846
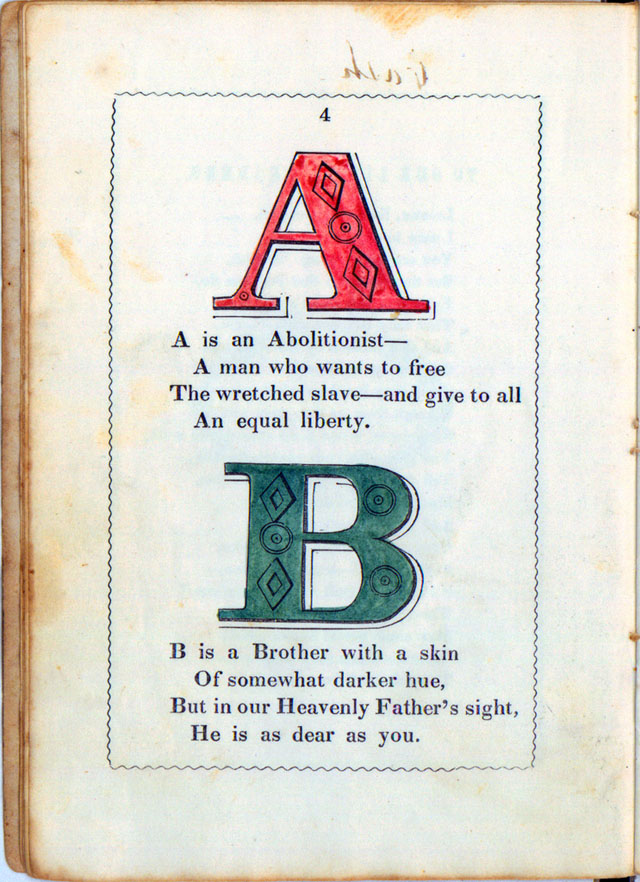
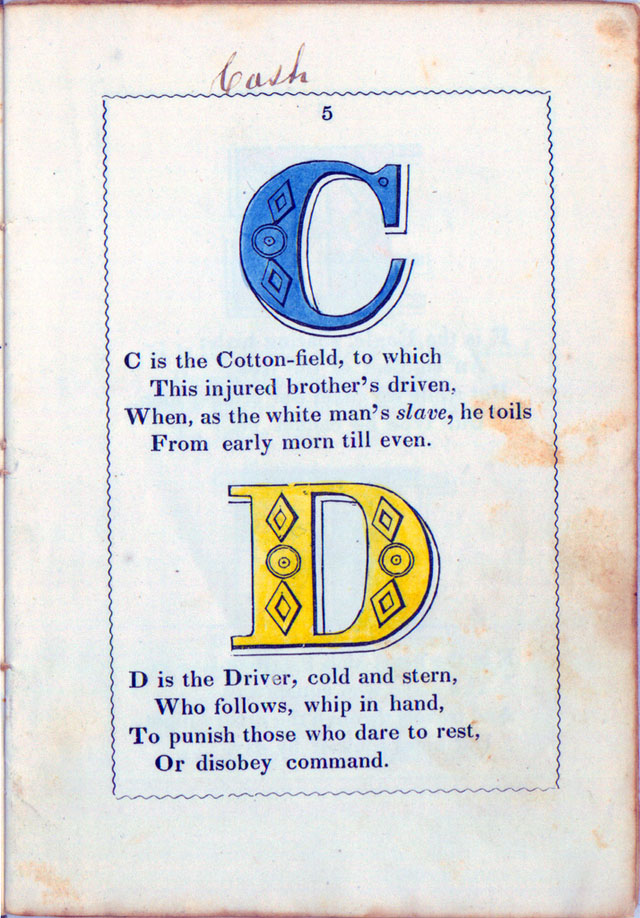
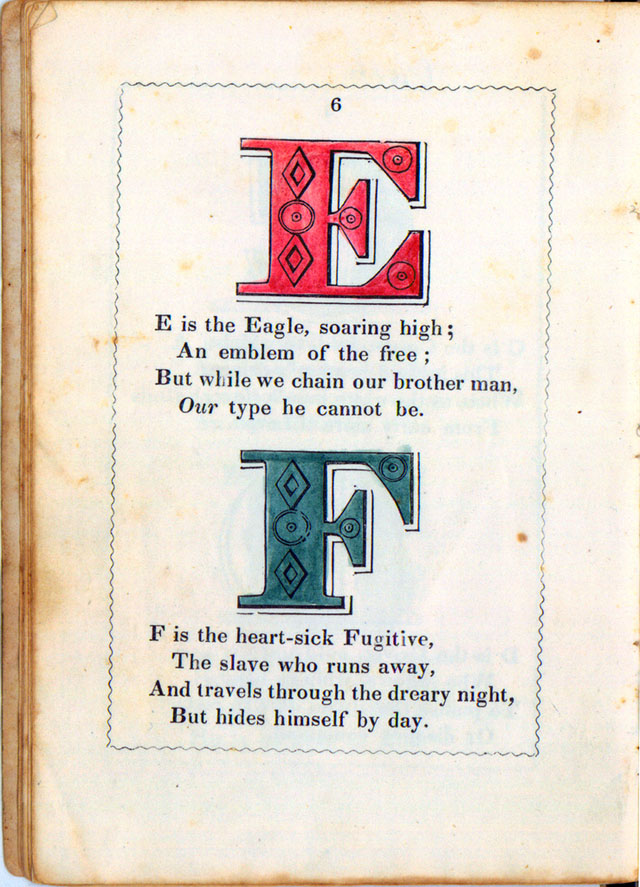
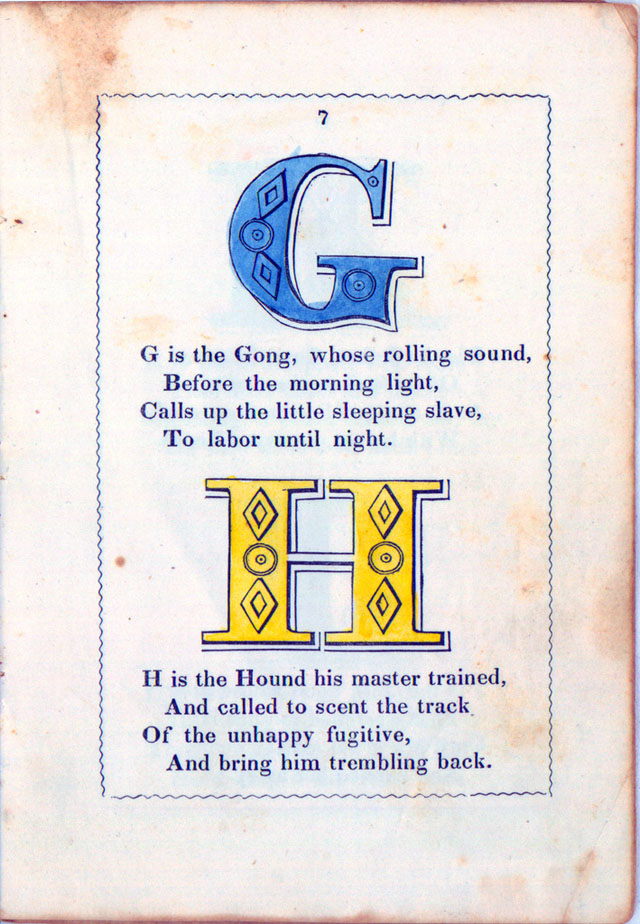
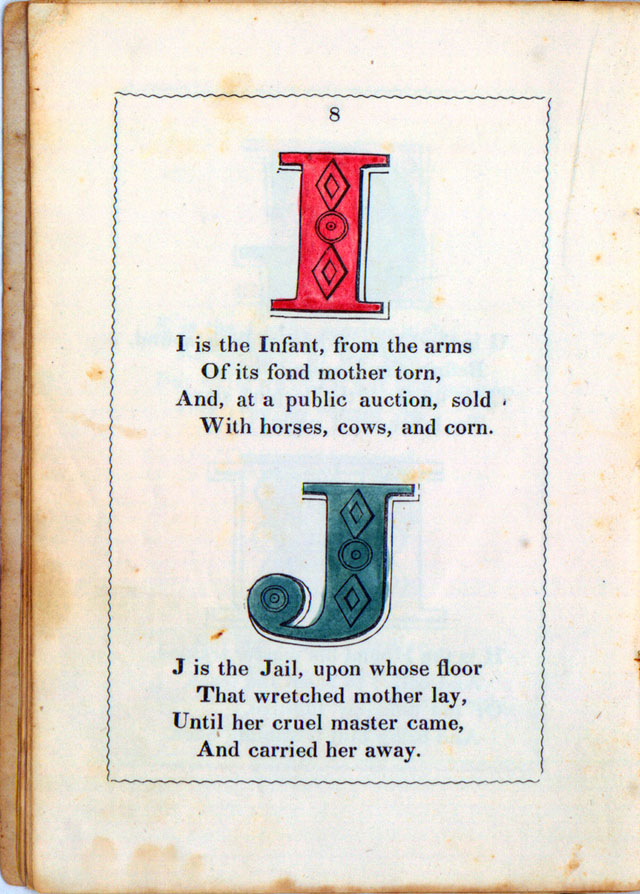
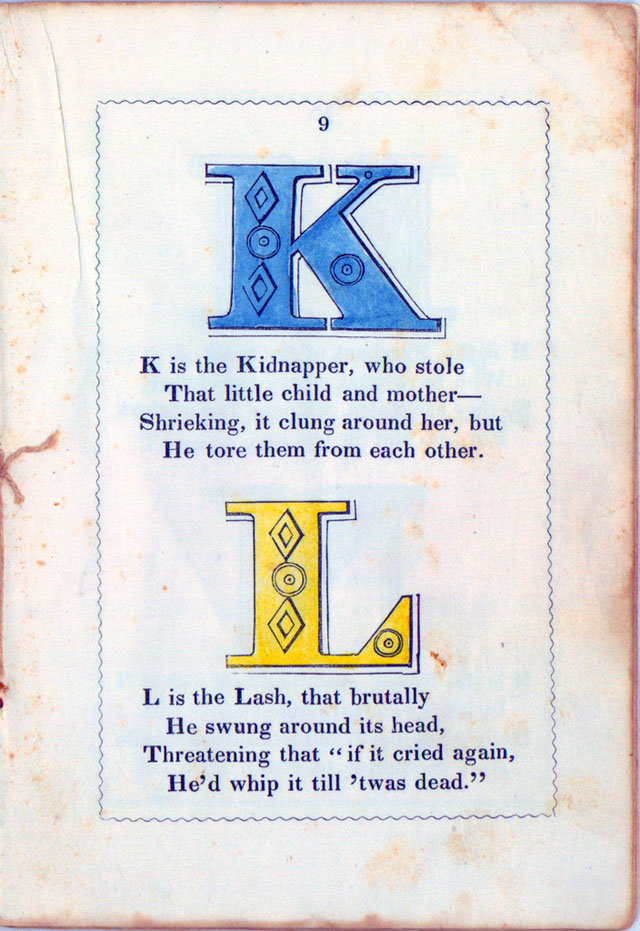
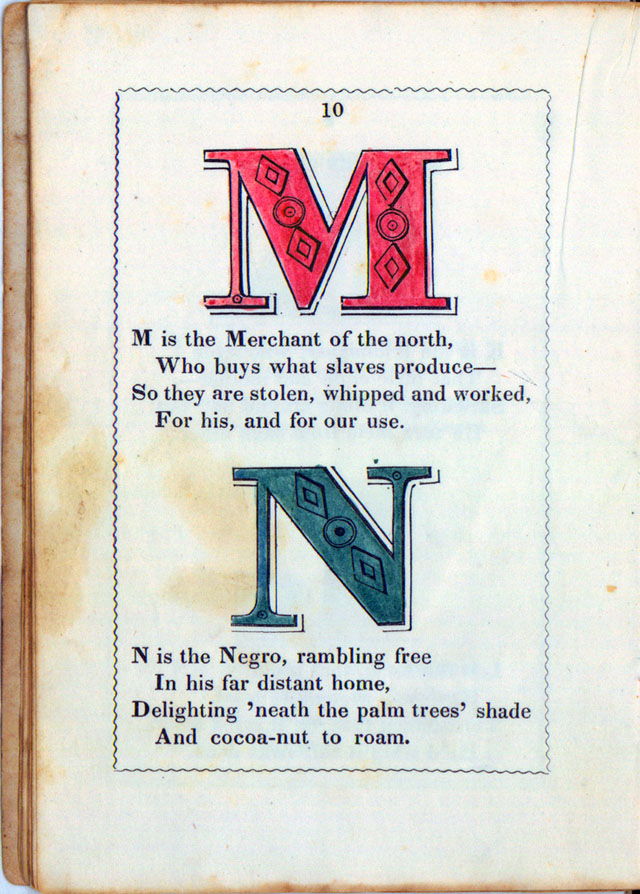
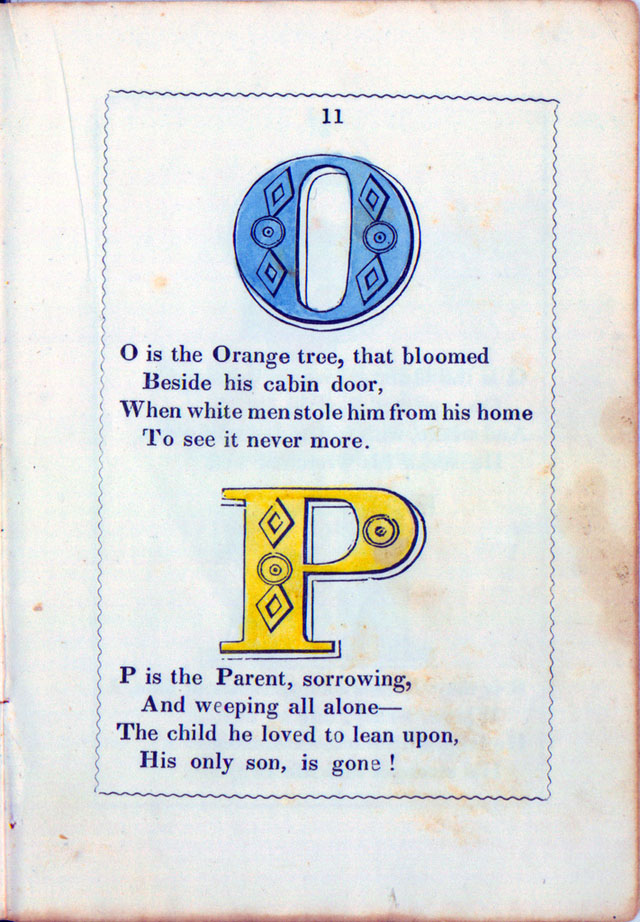
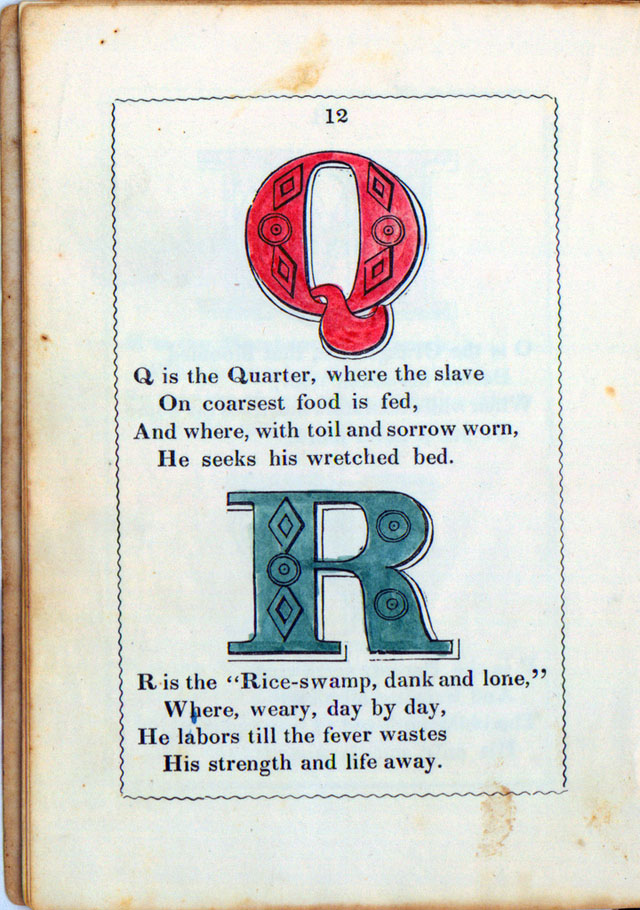
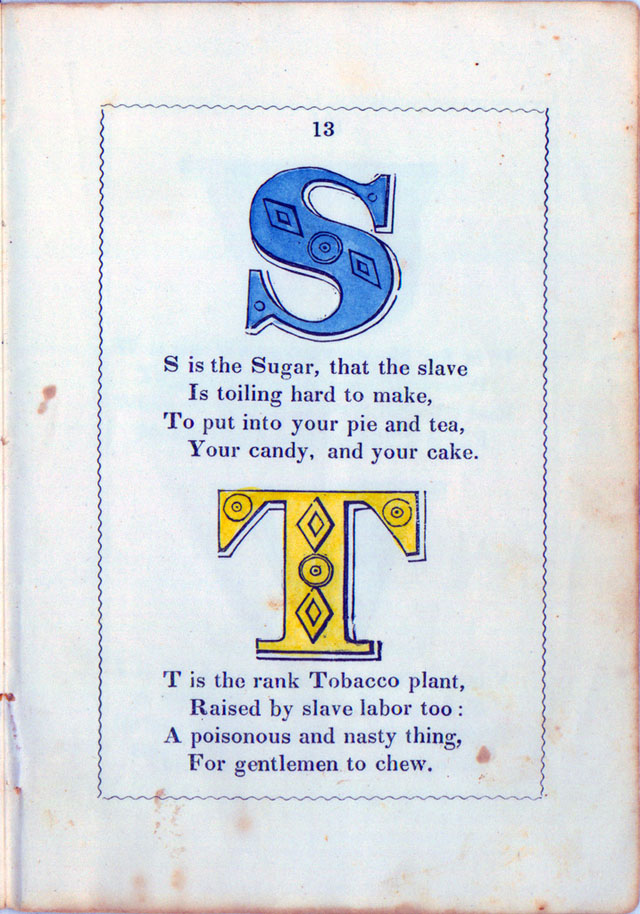
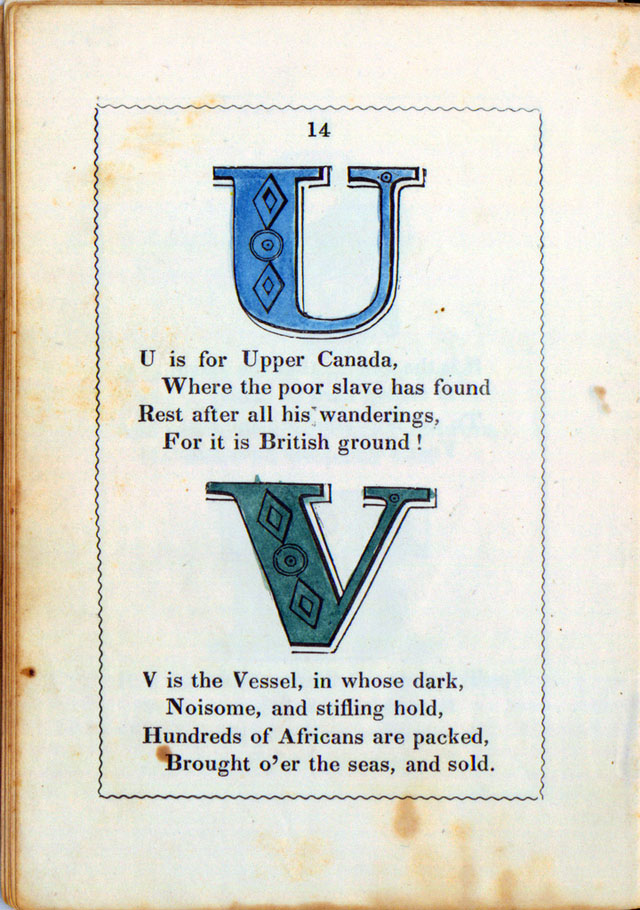
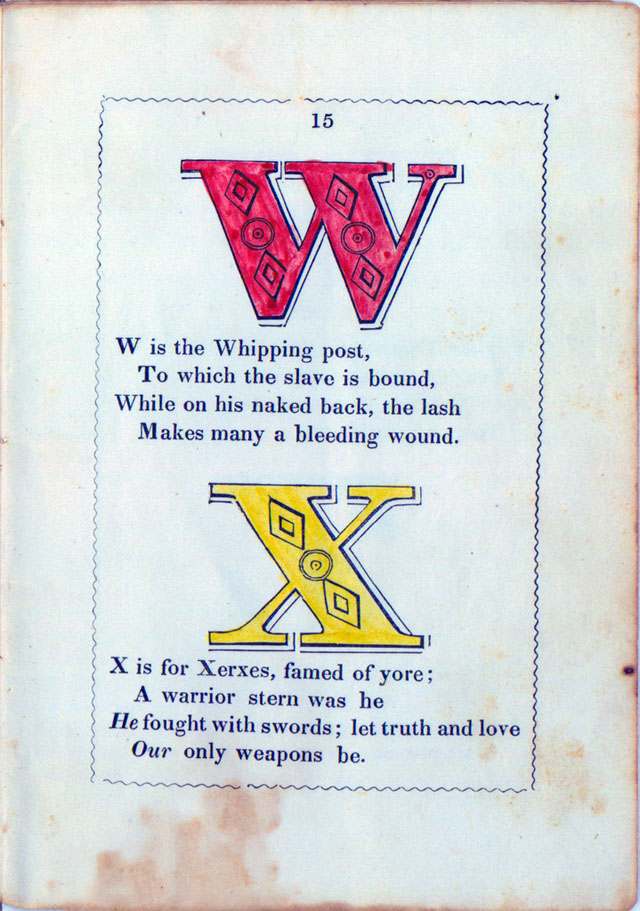
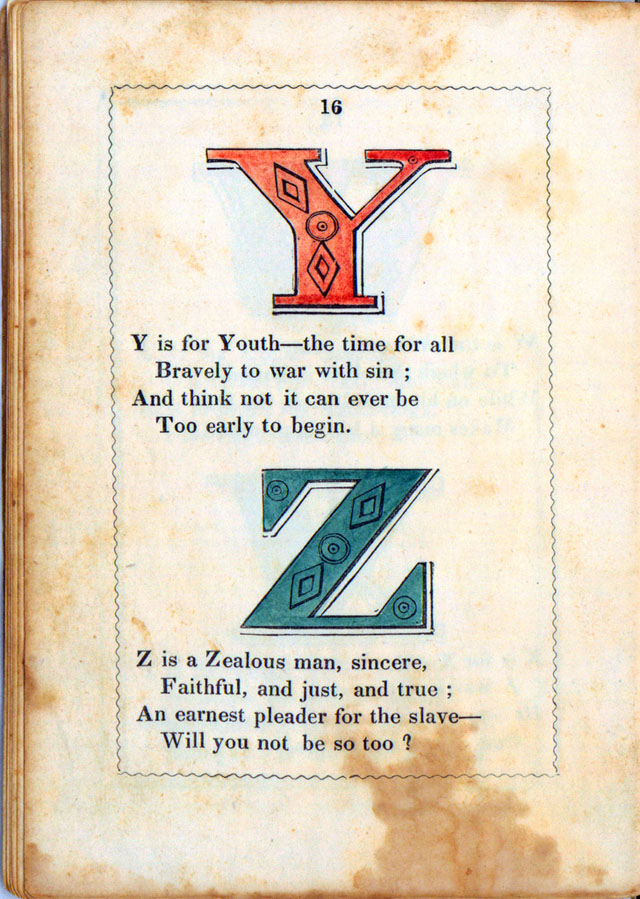

- (en)Alphabet anti-esclavagiste, Missouri, 1846

## Sources